# Gornji Lipovac
 Ovo je glavno značenje pojma Gornji Lipovac. Za druga značenja pogledajte Gornji Lipovac (razdvojba).
Gornji Lipovac je naseljeno mjesto u Republici Hrvatskoj u općini Nova Kapela u Brodsko-posavskoj županiji. 

## Zemljopis
Gornji Lipovac se nalazi na južnim obroncima Požeške gore. Susjedna naselja su Pavlovci na istoku, Donji Lipovac na jugu, te Srednji Lipovac na zapadu.

## Stanovništvo
Prema popisu stanovništva iz 2011. godine Gornji Lipovac je imao 88 stanovnika. 
| broj stanovnika | 227   | 409   | 407   | 459   | 475   | 543   | 555   | 573   | 334   | 326   | 310   | 286   | 208   | 152   | 132   | 88    | 59    |
|                 | 1857. | 1869. | 1880. | 1890. | 1900. | 1910. | 1921. | 1931. | 1948. | 1953. | 1961. | 1971. | 1981. | 1991. | 2001. | 2011. | 2021. |